# Трифонов, Михаил Евгеньевич
Михаил Евгеньевич Трифонов (1966, Махачкала, Дагестанская АССР, СССР — 1995, Санкт-Петербург) — советский и российский волейболист. Мастер спорта СССР международного класса.

## Биография
Выступал за команду «Автомобилист» (Ленинград/Санкт-Петербург) — в 1983—1992.
Серебряный (1990) и трехкратный бронзовый (1987, 1988, 1989) призёр чемпионатов СССР. Обладатель Кубка СССР 1989. Чемпион России 1992. Двукратный победитель Кубка Европейской конфедерации волейбола (1988, 1989). 
В 80-е годы в составе сборной молодежной команды Советского Союза он был чемпионом мира и Европы.

## Источник
- Волейбол: Энциклопедия / Сост. В. Л. Свиридов, О. С. Чехов. — Томск: Компания «Янсон», 2001.